# 戈拉布蘭卡峰
49°8′1″S 73°4′59″W / 49.13361°S 73.08306°W
戈拉布蘭卡峰是南美洲的山峰，位於阿根廷和智利接壤的邊境，處於巴塔哥尼亞地區，屬於安第斯山脈的一部分，海拔高度2,920米，人類在1984年首次登頂。